# 1940-es romániai földrengés
Az 1940-es romániai földrengés a 20. század legerősebb földrengése volt a mai Románia területén. November 10-e hajnalán, több előrengést követve pattant ki; magnitúdója 7,4 volt a Richter-skálán. Az áldozatok hivatalos száma 593, egyes források 1000 körülire teszik. A rengést 2 millió négyzetkilométernyi területen érezték (Szentpétervártól Isztambulig), és nemcsak a Román Királyságban okozott jelentős károkat, hanem az akkoriban Magyarországhoz tartozó Székelyföldön és a Szovjetunióhoz tartozó Moldovában is.

## Előzmények
Az 1977-es földrengéstől eltérően az 1940-est számos előrengés előzte meg. Már az év tavaszán is több 4,5–5 Mw magnitúdójú földmozgást észleltek, melyek 130–160 kilométeres mélységben eredtek. Június 24-én egy 5,5, október 3-án egy 5,0 erősségű földrengés volt. Október 21-én és 22-én számos rengést észleltek, közöttük éjfélkor egy 4,5 Mw, és 22-én reggel egy 6,5 Mw erősségűt (6,1 a Richter-skálán); ez utóbbi több épületet megrongált, de áldozatok nem voltak. November elején is többször mozgott a föld, 8-án egy 5,5 Mw erősségű rengést jegyeztek fel.
A két világháború között készült vasbeton épületek nem voltak ellenállóak a földrengésekkel szemben, ugyanis ezeket német tervek alapján készítették, és Németország nem fekszik szeizmikus zónában.

## Lefolyása, károk
A főrengés 1940. november 10-e hajnalán, Vrancea térségében pattant ki, 45 másodpercig tartott, és az egész országban érezték. A háborús helyzet és cenzúra miatt az áldozatok pontos száma nem ismert; korabeli jelentések 267 áldozatról számoltak be, egy 1982-es hivatalos jelentés 593 romániai halottat és 1271 sebesültet jegyez, más kutatások 1000 körülire teszik a halottak és 4000-re a sebesültek számát. 65 000 épület rongálódott meg az országban.
Bukarestben az áldozatok száma 300 körül volt, legtöbbjük a 12 emeletes, 47 méter magas, úgynevezett Carlton-tömbház összedőlésekor vesztette életét. A főváros épületeinek 25%-a rongálódott meg, közöttük az Athenaeum, a Nemzeti Színház, a törvényszéki palota, több templom és középület. A városban rettentetes pánik tört ki, a polgárok nagy része a városi parkokba menekült. Az epicentrum közelében található Páncsu városa teljesen megsemmisült, és károkat szenvedett Foksány (az épületek 70%-a összedőlt vagy megrongálódott), Jászvásár, Barlád, Bodzavásár, Brăila, Galați, Tekucs, Turnu Măgurele, Câmpulung, Târgoviște, Mizil, Râmnicu Sărat is. A doftanai börtön egyik szárnyában 21 elítélt (nagy részük kommunista aktivista) lelte halálát és 78 sebesült meg. A Szovjetunióhoz tartozó Moldovában 78 áldozat volt (többségük Chișinăuban), és még Bulgáriában is voltak sebesültek.
Dél-Erdélyben a földrengés leginkább Brassót érintette, itt hét középület dőlt össze, és a botfalusi cukorgyár egyik szárnya leomlott. Az akkoriban magyar fennhatóság alatt álló Észak-Erdélyben Sepsiszentgyörgy szenvedte a legnagyobb károkat (számos épület megrongálódott, a Székely Mikó Kollégium boltozata beomlott, kollégiuma lakhatatlanná vált), de sok ház károsult Kovásznán és Kézdivásárhelyen is. Több templom megsérült, közöttük a csíksomlyói kegytemplom és kolostor is. A földrengés által okozott károkra hivatkozva a magyar katonai közigazgatás több székelyföldi román (ortodox és görögkatolikus) templomot lebontatott.
Az utórengések egészen az év decemberéig követték egymást; a legerősebb november 11-én történt (5,5 Mw), és Bukarestben is érezték. Későbbi kutatások arra a következtetésre jutottak, hogy a főrengés törést okozott a litoszféra legalsó rétegében, 135–160 kilométeres mélységben.

## Újjáépítés, utóhatások
A mentésben és az újjáépítésben a román hadsereg és a Román Királyságban elszállásolt német csapatok segédkeztek, a műveleteket Ion Antonescu vezényelte. I. Mihály román király és Antonescu végigjárták a katasztrófasújtott övezeteket, adományokat osztottak és kórházakat látogattak. Az országnak több állam nyújtott segélyt; Adolf Hitler 10 millió lejt, Hermann Göring 2 millió lejt adományozott.
1941-ben új épülettervezési módszereket vezettek be; ezeket 1963-ban és 1970-ben tovább tökéletesítették.